# Fernando Henrique Cardoso
Fernando Henrique Cardoso (Rio de Janeiro, 18 de junho de 1931), também conhecido como FHC, é um professor, sociólogo, cientista político, escritor e político brasileiro. Filiado ao Partido da Social Democracia Brasileira (PSDB), foi o 34.º presidente da República Federativa do Brasil entre 1995 e 2003.
Natural da cidade do Rio de Janeiro, mudou-se com sua família para a cidade de São Paulo, onde se casou em 1953 com a antropóloga e sua colega de faculdade Ruth Vilaça Correia Leite, com quem teve três filhos. FHC graduou-se em Sociologia pela Universidade de São Paulo e mais tarde tornou-se professor emérito daquela universidade. Foi perseguido depois do golpe militar de 1964, exilando-se no Chile e na França, voltando ao Brasil em 1968. Lecionou em universidades estrangeiras e desenvolveu uma importante carreira acadêmica, tendo produzido diversos estudos sociais premiados.
FHC coordenou a elaboração da plataforma eleitoral do MDB. Em 1978, iniciou sua carreira política ao concorrer ao Senado Federal, elegendo-se suplente de Franco Montoro. Após a eleição deste para o governo de São Paulo, assumiu sua cadeira no Senado em março de 1983. Participou da campanha das Diretas Já, contribuindo para que não houvesse radicalização política durante a transição para a democracia. Foi derrotado por Jânio Quadros em 1985 para prefeito de São Paulo e reelegeu-se senador um ano depois. Tornou-se um dos principais líderes nacionais do MDB e, juntamente com outros dissidentes do partido, ajudou a fundar o PSDB em 1988. Após o impeachment de Fernando Collor, foi nomeado por Itamar Franco como ministro das Relações Exteriores e ministro da Fazenda. Neste cargo, chefiou a elaboração do Plano Real, que estabilizou a economia. Com a ajuda do sucesso do plano, foi eleito presidente da República no primeiro turno da eleição de 1994.
Foi empossado presidente em 1.º de janeiro de 1995. Prosseguiu com as reformas econômicas iniciadas, as taxas de inflação continuaram baixas, houve a privatização de diversas empresas e a abertura de mercado, que deu maior visibilidade no mercado externo. O governo conseguiu a aprovação de leis na área econômica e administrativa, como a que permitiu a reeleição para cargos executivos. Em 1998, venceu a eleição presidencial no primeiro turno, tornando-se o primeiro presidente até então a ser reeleito. Durante o segundo mandato, crises internacionais, uma forte desvalorização do Real, a crise do apagão e outros acontecimentos causaram uma grande queda de sua popularidade. Atualmente preside a Fundação Fernando Henrique Cardoso, fundada por ele em 2004, e participa de diversos conselhos consultivos em diferentes órgãos no exterior, como o Clinton Global Initiative, Universidade Brown e United Nations Foundation. Também é membro do The Elders, da Academia Brasileira de Letras, e presidente de honra do PSDB.

## Primeiros anos, educação e exílio

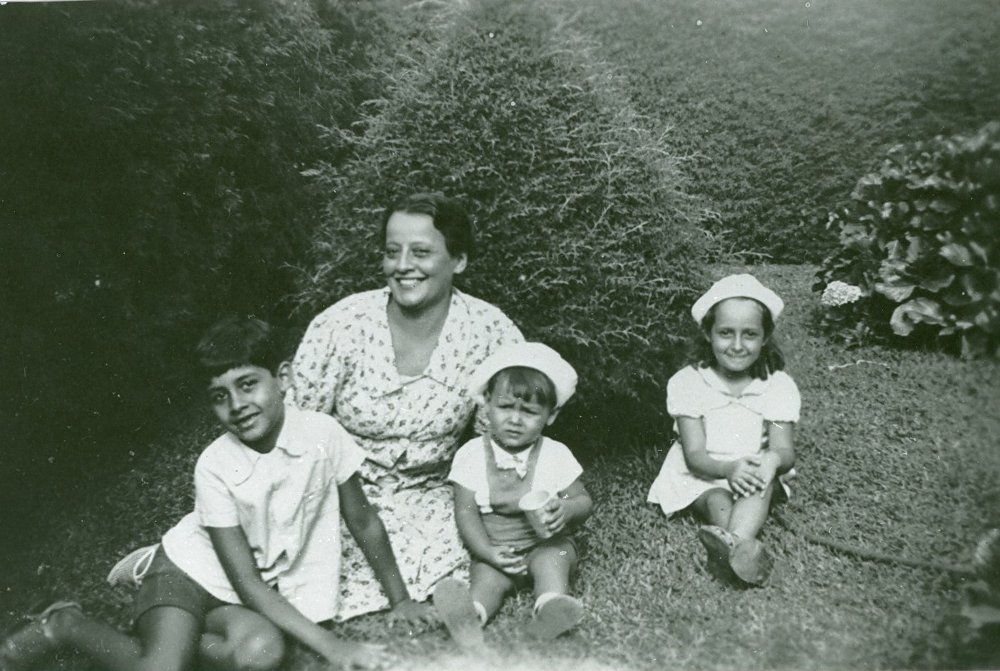
Fernando Henrique com sua mãe, Nayde, e seus irmãos mais novos em 1937

Nascido na cidade do Rio de Janeiro, em 18 de junho de 1931, Fernando Henrique Cardoso é o filho mais velho do militar Leônidas Cardoso e de Nayde Silva Cardoso. Seu pai foi general de brigada e deputado federal pelo Partido Trabalhista Brasileiro (PTB). Sua mãe nasceu em Manaus proveniente de família alagoana, e fez formação secundária em um colégio de freiras. FHC é oriundo de uma tradicional família de militares e políticos do Império do Brasil: seu bisavô foi o general Felicíssimo do Espírito Santo, deputado e senador pelo Partido Conservador e presidente da província de Goiás; e o avô foi o general de brigada Joaquim Ignácio Baptista Cardoso.
A despeito da ancestralidade ilustre, FHC reconheceu sua ascendência africana, contrariamente ao comportamento usual das classes dominantes no Brasil, inclusive de ex-presidentes da República. Em 1994, ainda candidato à Presidência da República, causou surpresa ao se declarar "mulatinho", com um "pé na cozinha" (a bisavó era negra). Entidades ligadas ao movimento negro consideraram os termos usados como "pejorativos" e "preconceituosos"; Fernando Henrique negou que tivesse usado a expressão "pé na cozinha". Anos depois, já como presidente, ele voltou a se referir aos seus antepassados negros: "basta olhar para mim para ver que branco no Brasil é um conceito relativo", declarou em seu discurso de homenagem ao presidente sul-africano Thabo Mbeki.

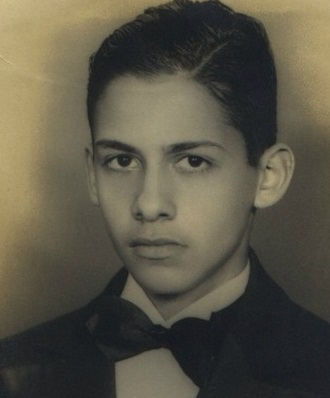
Foto tirada durante sua formatura do ginasial em 1945.

Fernando Henrique recebeu a instrução básica no Rio de Janeiro. A partir de 1940, com a transferência de seu pai para a cidade de São Paulo, o jovem prosseguiu seus estudos em colégios particulares da capital paulista até o ensino superior, quando ingressou no curso de Ciências Sociais da Universidade de São Paulo (USP). Formou-se bacharel em Ciências Sociais em 1952, especializando-se em Sociologia no ano seguinte. Foi professor da Faculdade de Economia entre 1952 a 1953, analista de ensino da cadeira de Sociologia da Faculdade de Filosofia em 1953. Em 1955, foi primeiro-assistente de Florestan Fernandes e auxiliar de ensino do sociólogo francês Roger Bastide, então professor visitante. Em 1954, foi eleito, representando os ex-alunos, o mais jovem membro do Conselho Universitário da USP. Obteve o título de Doutor em Ciências Sociais em 1961 com sua tese sobre o capitalismo e a escravidão no sul do Brasil. Optando pela carreira acadêmica, especializou-se na França e tornou-se professor de Ciência Política na USP, onde obteve o grau de livre-docente em 1963.
Em meados da década de 1950, auxiliou na edição da revista "Fundamentos", do Partido Comunista Brasileiro (PCB), com o qual simpatizava, mas nunca chegou a se filiar. Estudioso do marxismo, por influência de Florestan Fernandes, chegou a integrar um grupo de estudos dedicado à leitura e discussão da obra O Capital. Outros autores de sua predileção foram Maquiavel, Antonio Gramsci e Alexis de Tocqueville. Já em sua fase como acadêmico, sua principal influência em sociologia passou a ser Max Weber. Após a invasão da Hungria pelos soviéticos em 1956, interrompeu suas relações com o PCB.
Com o advento do Golpe militar de 1964, Fernando Henrique, ameaçado de prisão pelo governo, decidiu autoexilar-se no Chile, onde viveu até 1967. Posteriormente, seguiu para a França e passou a lecionar na Universidade de Paris X - Nanterre. Foi nessa mesma universidade que o sociólogo testemunhou os protestos que deram início ao movimento de Maio de 1968. Ainda no exílio, também lecionou nas universidades de Stanford e Berkeley, nos Estados Unidos, de Cambridge na Inglaterra e na Escola de Altos Estudos em Ciências Sociais na França.
Durante o período do exílio, publicou vários livros e artigos sobre a burocracia estatal, as elites industriais e, em particular, a teoria da dependência. O livro  Dependência e desenvolvimento na América Latina: ensaio de interpretação sociológica, escrito em coautoria com Enzo Faletto, editado no México (como Dependencia y desarrollo en América Latina; ensayo de interpretación sociológica; Siglo XXI, 1969) e depois no Brasil  (Rio de Janeiro: Zahar, 1970),  é considerado um marco nos estudos sobre a teoria do desenvolvimento e foi traduzido para dezesseis idiomas. Este livro seria a sua contribuição aos estudos de sociologia e desenvolvimento mais aclamada, especialmente nos Estados Unidos.

## Início da carreira política

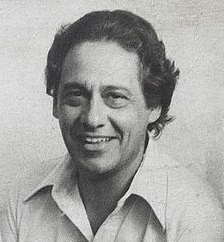
Fernando Henrique durante a década de 1970

Em outubro de 1968, retornou ao Brasil, passando a morar em uma casa no Morumbi. No mesmo ano assumiu por concurso público a cátedra de Ciência Política da USP, mas em abril de 1969 foi aposentado compulsoriamente e perdeu seus direitos políticos com base no Decreto-lei 477, conhecido como o "AI-5 das universidades". Nos anos 1970, foi pesquisador e diretor do Centro Brasileiro de Análise e Planejamento (CEBRAP), sendo um de seus criadores. Ao mesmo tempo, também trabalhou no Centro de Estudos Latino-Americanos da Smithsonian Institution, e, para manter sua família, passou a lecionar parte do ano no Brasil e outra parte no exterior.
Em 1974, a convite de Ulysses Guimarães, então presidente do Movimento Democrático Brasileiro (MDB), coordenou a elaboração da plataforma eleitoral do partido. Cardoso estimulou o MDB a moldar-se no Partido Democrata norte-americano e pregou que tanto fazendo alianças amplas como repudiando a luta armada, o partido chegaria ao poder pelo voto popular.
Fernando Henrique saiu dos bastidores acadêmicos e começou a participar de campanhas políticas pessoalmente a partir das eleições gerais de 1978. Naquele ano, lançou-se candidato ao Senado Federal por São Paulo. Sua candidatura foi apoiada pela esquerda, por parcelas da classe média mais liberal, por artistas (como Chico Buarque de Holanda), e por lideranças sindicais (como o então sindicalista Lula da Silva, que chegou a representá-lo em comícios). Assim, obteve 1,2 milhão de votos, ficando em segundo lugar, colocação que lhe garantiu a posição de suplente de Franco Montoro, também do MDB, graças ao mecanismo da sublegenda. O bipartidarismo vigente desde o início da ditadura militar foi extinto em 1979, passando a valer o multipartidarismo. Com isso, filiou-se ao Partido do Movimento Democrático Brasileiro (PMDB), o sucessor natural do MDB.

## Senador por São Paulo

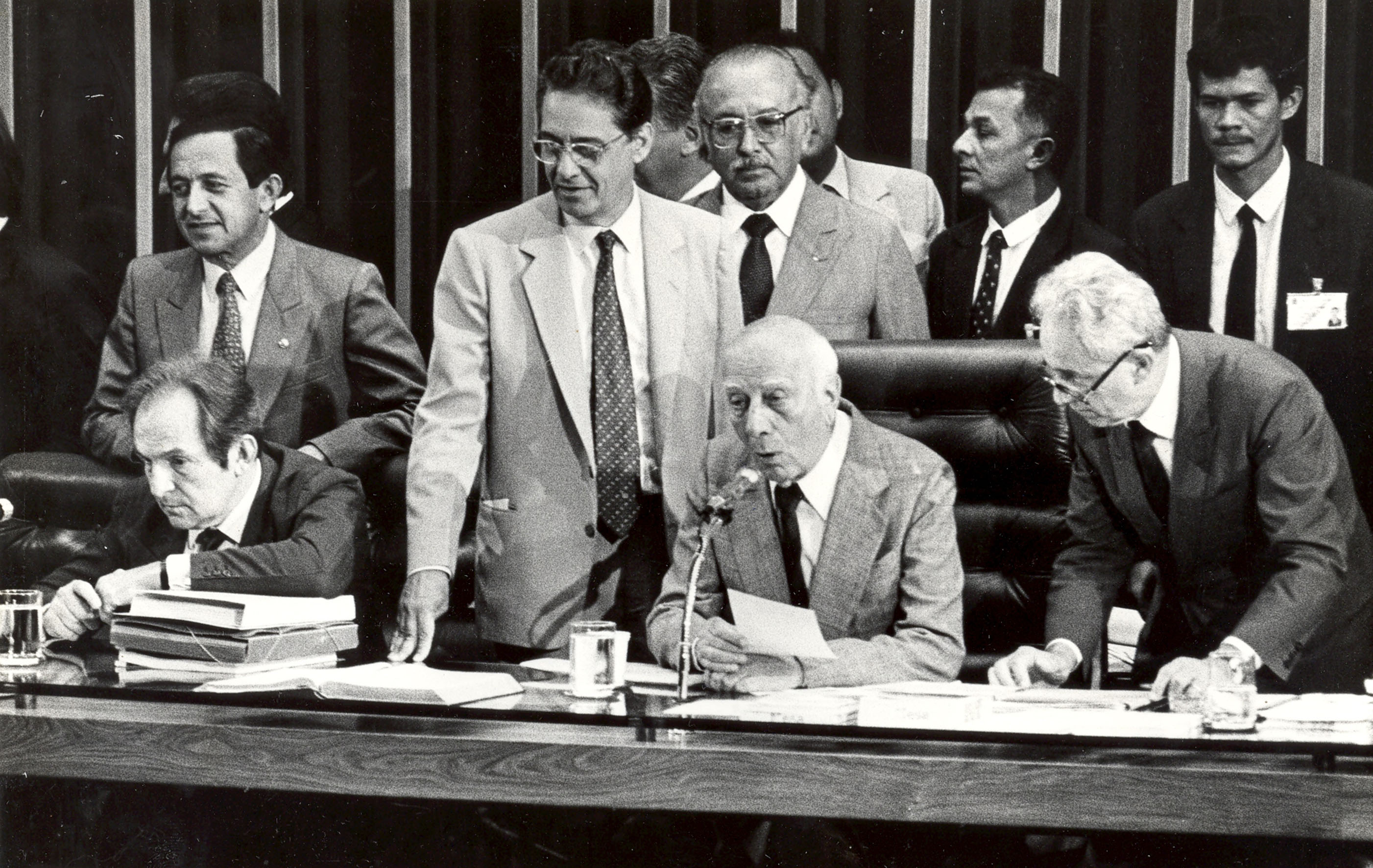
Fernando Henrique ao lado de Ulysses Guimarães durante sessão da Assembleia Nacional Constituinte de 1987.

O senador Franco Montoro foi eleito governador nas eleições estaduais de 1982. Consequentemente, Montoro renunciou ao cargo de senador, fazendo com que Cardoso assumisse seu mandato em 15 de março de 1983. A partir deste ano, com a posse de dez governadores de oposição ao governo João Figueiredo, Fernando Henrique passou a participar das articulações visando a transição da ditadura militar para a democracia, tornando-se um dos grandes fomentadores das Diretas-já. Com prestígio junto a Tancredo Neves e Ulisses Guimarães e trânsito entre os militares, contribuiu para que não houvesse radicalização política e que acontecesse uma transição pacífica da ditadura militar para a democracia em 1985. Teve voz na formação do governo Tancredo, mas a morte deste, seguida da ascensão de José Sarney, reduziu sua área de influência.

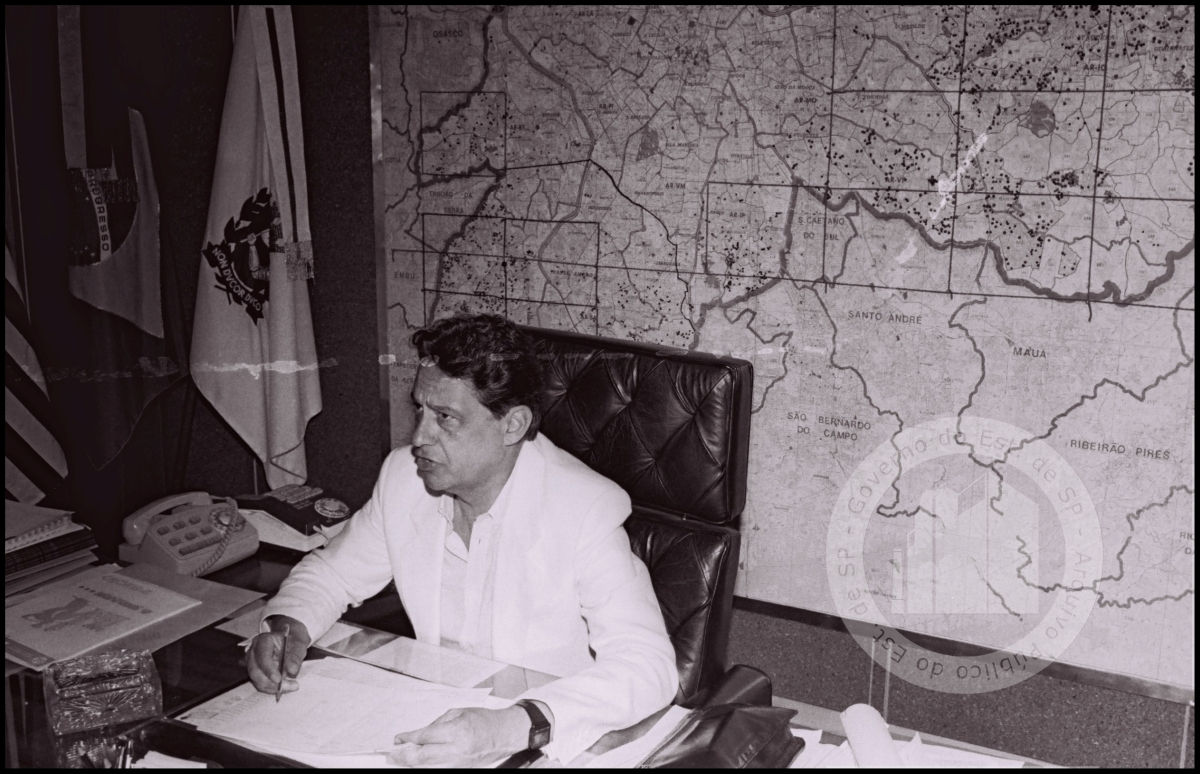
O senador Fernando Henrique Cardoso sentado na cadeira de prefeito na véspera da eleição municipal de São Paulo em 1985. A foto foi estampada em vários jornais no dia da eleição.

Em 1985, licenciou-se do Senado Federal para concorrer à prefeitura de São Paulo, apoiado por Mário Covas, então mandatário. Durante o último debate da eleição, o então candidato deixou de responder objetivamente a pergunta "o senhor acredita em Deus?", feita por Boris Casoy. O episódio chegou a ser considerado como "uma quase confissão" de que seria ateu. Seu principal adversário, o ex-presidente Jânio Quadros, explorou ao fim da campanha a suposta falta de crença de Fernando Henrique, realizando uma campanha difamatória de cunho religioso. Posteriormente, ele afirmou nunca ter sido ateu. Outro episódio marcante daquela campanha foi FHC ter sentado na cadeira de prefeito na véspera da eleição. Explica em seu livro A arte da política: a história que vivi, que fez um acordo para ser fotografado em tal situação "para o caso da vitória, pois as eleições estavam extremamente apertadas e, além de tudo, se a revista quisesse, como pretendia, trazer o novo prefeito na capa, não haveria como fotografá-lo a tempo no gabinete oficial"; na manhã do dia 15 de novembro a fotografia estava publicada nos jornais e revistas. Jânio o derrotou por uma diferença de 3,37%, ou pouco mais de 141 mil votos. Apesar de muitas especulações sobre as razões da derrota, escreveu que não ganhou somente porque não foi "capaz de convencer o povo de que seria bom prefeito".
Fernando Henrique exerceu durante o governo Sarney o cargo de líder do governo e do PMDB no Senado (1985-1988). Nas eleições de 1986, foi reeleito senador com 6,2 milhões de votos. Os peemedebistas tiveram uma grande vitória em todo o país devido à popularidade do Plano Cruzado. Naquele ano, Mário Covas e Cardoso elegeram-se, nessa ordem, os senadores mais votados da história — cada um com mais votos do que o governador eleito Orestes Quércia. Após a eleição, os dois tornaram-se os principais líderes nacionais do PMDB. Em 1988, devido à falta de espaço no PMDB, participou da fundação de um novo partido político, o Partido da Social Democracia Brasileira (PSDB). O político deixou os cargos de liderança do PMDB que tinha no Senado após filiar-se ao novo partido, sendo escolhido como líder dos tucanos na casa. Entre 1987 e 1988, foi membro da Assembleia Nacional Constituinte, que elaborou a Constituição brasileira de 1988.

## Ministro de Estado
Fernando Henrique inicialmente apoiou o governo do presidente Fernando Collor. Em discurso proferido em 24 de março de 1990, nove dias após o início da vigência do Plano Collor, discursou: "Sabe vossa excelência que sou defensor do plano. Sabe vossa excelência que não sou só eu, mas o meu partido". No entanto, durante o processo de Impeachment de Fernando Collor, em setembro de 1992, foi favorável ao afastamento do presidente. Após o afastamento de Collor, em outubro de 1992, o vice-presidente Itamar Franco assumiu a Presidência da República, nomeando-o para o Ministério das Relações Exteriores. Em novembro, FHC foi admitido por Itamar à Ordem do Mérito Militar já em seu mais alto grau, a Grã-Cruz especial.
Em maio de 1993, Itamar nomeou FHC para o Ministério da Fazenda; Itamar já havia realizado três trocas no comando do ministério em apenas sete meses. Devido a hiperinflação, que chegou a 2400 por cento em 1993, o Ministério da Fazenda era o cargo de maior visibilidade do governo. Para combater a inflação, foi convocada pelo presidente uma equipe de economistas novos e experientes, da qual fizeram parte Pérsio Arida, Armínio Fraga, André Lara Resende, Gustavo Franco, Pedro Malan, Edmar Bacha, Winston Fritsch, entre outros. Juntos, começaram a arquitetar o Plano Real, que foi dividido em três etapas, tendo sido as duas primeiras implantadas em seu período no ministério: o Programa de Ação Imediata, que estabeleceu em 1993 um conjunto de medidas voltadas para a redução e maior eficiência dos gastos da União; e a edição da Medida Provisória 434 em 1994, que criou a Unidade Real de Valor, já prevendo sua posterior transformação no Real. A terceira etapa foi implementada por Rubens Ricupero, que encaminhou a medida provisória que disciplinou o Plano Real.
Os efeitos do plano foram imediatos e promoveram o aumento da capacidade de consumo da população, o amplo controle da inflação e a redução da população miserável. A inflação média entre julho a novembro de 1994 ficou em 2,93 por cento. O sucesso do plano no combate a hiperinflação fez com que Fernando Henrique se tornasse um forte candidato à presidência. No final de março de 1994, ele deixou o cargo de ministro da Fazenda para concorrer às eleições presidenciais daquele ano.
A real participação de Fernando Henrique na elaboração e condução do plano gera divergências. Enquanto alguns afirmam que o plano foi organizado e dirigido exclusivamente pelos economistas ligados ao PSDB, o partido e o próprio FHC consideram-no o "pai do Real". Posteriormente, Itamar declarou que "a todo instante assistimos na TV o PSDB comemorando os quinze anos do Plano Real. Oras, isso não nos magoa, mas é uma deturpação, uma negação da história." Ainda de acordo com Itamar, Fernando Henrique assinou as cédulas da então nova moeda após ter deixado o Ministério da Fazenda e que isso foi decisivo para sua eleição à presidência. FHC negou a afirmação e afirmou que as assinaturas do real foram regulares.

## Campanhas presidenciais

### Candidatura presidencial em 1994

Fernando Henrique exibindo sua mão aberta, gesto-símbolo da campanha de 1994

Itamar Franco pensou em dar visibilidade a José Aparecido de Oliveira, então embaixador em Portugal, visando o credenciar para disputar a presidência na eleição de 1994. No entanto, Oliveira adoeceu e desistiu de uma potencial candidatura. Com a desistência, o presidente passou a optar por Antônio Britto, que era o ministro da Previdência Social e estava a frente nas pesquisas de opinião. Britto também recusou a ideia, preferindo candidatar-se ao Governo do Rio Grande do Sul. O terceiro na preferência de Itamar era o ministro da Fazenda, Fernando Henrique, que relutava em candidatar-se. Como a possibilidade do plano não avançar com outro presidente era grande, ele acabou concordando em ser candidato. Renunciou ao ministério no dia 30 de março de 1994 para se desincompatibilizar do cargo e reassumiu o mandato de senador.
Além dele, outros sete candidatos disputaram a Presidência da República. Seu principal concorrente foi Lula, que havia se tornado o favorito após o impeachment de Fernando Collor em dezembro de 1992. Até junho de 1994, o petista liderou todas as pesquisas de intenções de votos. Com a crescente aceitação popular ao Plano Real, que passou a vigorar em julho de 1994, FHC passou a liderar as pesquisas realizadas até a eleição. O plano e a estabilização dos preços tornaram-se a principal defesa da sua campanha.
Além do PSDB, recebeu o apoio formal do Partido da Frente Liberal (PFL) e do Partido Trabalhista Brasileiro (PTB). O candidato a vice-presidente foi escolhido pelo PFL, que indicou o senador alagoano Guilherme Palmeira, mas denúncias de um esquema de corrupção com empreiteiras forçaram a sua substituição. Palmeira foi substituído pelo senador pernambucano Marco Maciel. As candidaturas de FHC e Maciel tiveram como símbolo da campanha a mão aberta, que indicava as cinco prioridades em um eventual governo tucano: emprego, saúde, agricultura, segurança e educação.
O primeiro turno da eleição foi realizado em 3 de outubro. Fernando Henrique elegeu-se presidente da República com 34,3 milhões de votos (54,28%). O segundo colocado, Lula, obteve pouco mais de 27% dos votos. Na primeira entrevista coletiva concedida como presidente eleito, declarou:
| “                        | [...] o Brasil cansou de medidas demagógicas e politiqueiras. Então, o Plano Real deve prosseguir com muita seriedade, sem nenhuma medida que diminua sua capacidade de controlar a inflação. E isso vai ter que ser feito a duras penas, porque está na hora de o Brasil pensar naqueles milhões de brasileiros que foram beneficiários do real. Esses mesmos que diziam a mim segura o real, que não estão nas bolsas, que não estão nos bancos, que não estão nas empresas; que estão aí nos campos, nas periferias das grandes cidades, com seus salários que têm que ser preservados, e é em nome deles que o governo Itamar Franco deverá agir e eu também. | ” |
| — FHC, presidente eleito | |   |

Em 15 de dezembro de 1994, proferiu seu discurso de despedida do Senado Federal.

### Candidatura presidencial em 1998

FHC, com Marco Maciel, apresenta seu programa de governo em 1998

O mandato presidencial vigente quando Fernando Henrique assumiu o cargo foi estabelecido pela Assembleia Nacional Constituinte em cinco anos sem a possibilidade de reeleição. O governo federal começou a planejar a emenda constitucional permitindo a reeleição ainda em 1994, sendo apresentada em 1997. O Congresso Nacional aprovou em 4 de junho daquele ano a emenda constitucional de número dezesseis, que permitiu uma reeleição consecutiva para o Executivo em todos os níveis. Meses após a ratificação, parlamentares governistas admitiram ter vendido seus votos e acabaram renunciando. As investigações sobre o caso nunca avançaram. Posteriormente, Cardoso admitiu a possibilidade de ter ocorrido compra de votos, declarando: "Houve compra de votos? Provavelmente. Foi feita pelo governo federal? Não foi. Pelo PSDB: não foi. Por mim, muito menos. Vocês se esquecem de que os governos estaduais estavam em jogo, que os governadores queriam a reeleição".
As eleições gerais de 1998 ocorreram durante uma crise econômica, que comprometia a política econômica do governo. Após a declaração de moratória da Rússia em agosto daquele ano, o real sofreu intensa especulação e a sua desvalorização tornou-se incontrolável, o que colocava em risco a principal conquista governista. A política de estabilidade e da continuidade de reformas para a suposta finalização do Plano Real foi o principal apelo da campanha eleitoral tucana, que baseou-se na ideia de que a continuidade do governo era fundamental para que a estabilização atingisse outros setores, estabelecendo metas para as áreas de saúde, agricultura, emprego, educação e segurança.
Sua candidatura foi apoiada por uma coligação de partidos de centro-direita, como o PFL, PPB e PTB, contando com o apoio informal da maior parte dos membros do Partido do Movimento Democrático Brasileiro (PMDB). Seus principais oponentes foram Luiz Inácio Lula da Silva (PT) e Ciro Gomes (PPS). Desde o início da campanha eleitoral, as pesquisas de opinião o indicavam como o candidato favorito. Em 4 de outubro, foi reeleito com 35,9 milhões de votos (53,06%), contra 31,7% de Lula e 10,9% de Ciro. Desta forma, tornou-se o único presidente até então a conseguir dois mandatos nas urnas e o único até os dias atuais a ser eleito e reeleito no primeiro turno.

## Presidente do Brasil

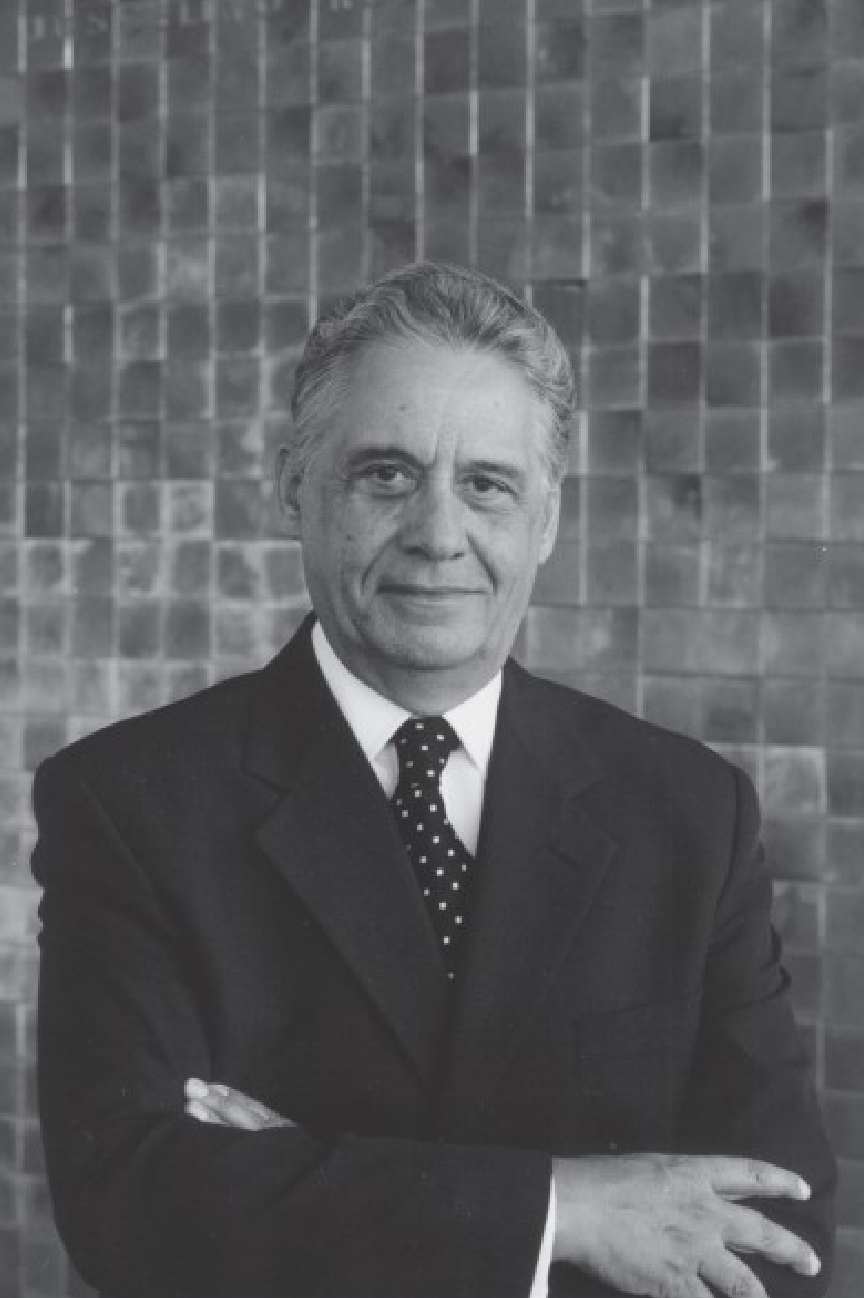
FHC durante seu segundo mandato como presidente da República

Fernando Henrique foi empossado o 34º presidente do Brasil em 1º de janeiro de 1995, sucedendo Itamar Franco. Marco Maciel, um experiente político pernambucano, ocupou a vice-presidência. No primeiro discurso de posse, diante dos membros do Congresso Nacional, declarou:
| “ | Ao escolher a mim para sucedê-lo [Itamar Franco], a maioria absoluta dos brasileiros fez uma opção clara pela continuidade do Plano Real e das reformas estruturais necessárias para afastar, de uma vez por todas, o fantasma da inflação. | ” |

### Política econômica
A política econômica do primeiro mandato priorizou a consolidação da estabilidade de preços. Neste período, o real foi mantido supervalorizado,  houve um aumento da taxa básica de juros, criação e aumento de impostos, corte de gastos públicos e incentivos a investidores, e a aprovação de emendas constitucionais que facilitaram a entrada de empresas estrangeiras no país. Entre os impostos instituídos, destacou-se a Contribuição Provisória sobre a Movimentação ou Transmissão de Valores e de Créditos e Direitos de Natureza Financeira (CPMF).
Seu segundo mandato iniciou em meio a uma crise internacional que atingiu o país. Em janeiro de 1999, houve uma forte desvalorização do real após a mudança do regime de câmbio fixo para câmbio flutuante. As crises econômicas do México em 1994, da Ásia em 1997 e em especial a da Rússia em 1998 contribuíram para que a desvalorização ocorresse, assim como o aumento da desconfiança externa com a incerteza da mudança do regime cambial e a diminuição da entrada de dólares. Esta situação levou o Brasil a uma grave crise financeira e política, que comprometeu o discurso da estabilidade econômica. Para controlá-la, o governo aumentou os juros, que elevaram as taxas de juros reais aos mais altos índices de sua história, diminuiu as reservas internacionais para tentar conter a disparada do dólar e recorreu ao Fundo Monetário Internacional (FMI) três vezes para enfrentar a desconfiança dos investidores. O governo também implementou, em 1999, o chamado tripé macroeconômico, que formou a base da política econômica a partir de então, e cujos pilares eram: política de câmbio flutuante, metas fiscais e metas de inflação. Algumas medidas, como a alta dos juros, desestimularam o consumo interno e contribuíram para a elevação das taxas de desemprego.

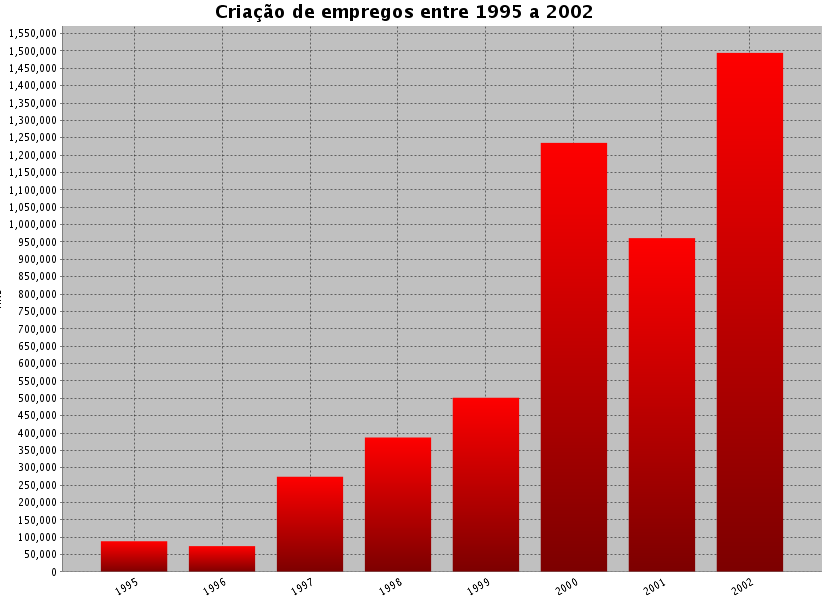
Criação de empregos no governo FHC

O governo adotou a terceirização de serviços e de empregos públicos em áreas que considerava como não essenciais. Em maio de 2000, Fernando Henrique sancionou a Lei de Responsabilidade Fiscal (LRF), que aumentou o rigor exigido na execução do orçamento público e limitou despesas com pessoal.
Entre 1995 a 2002, foram criados pouco mais de cinco milhões de empregos formais, com uma média anual de 627 mil novos empregos. Por outro lado, o desemprego cresceu 35% entre 1995 a 2001, atingindo os piores índices desde o fim da ditadura militar. A situação do desemprego agravou-se durante o segundo mandato, quando as taxas foram superiores aos 12% anuais. Em maio de 2002, o desemprego atingiu um número recorde de 11,454 milhões de pessoas. Esses números deram ao Brasil a segunda colocação no ranking mundial de desemprego em números absolutos, sendo superado apenas pela Índia.
A proporção da dívida pública em relação ao PIB cresceu de 30% para mais de 60%. Este aumento se deve à queda das reservas internacionais, as altas taxas de juros e pela absorção das dívidas dos estados da federação com a Lei de Responsabilidade Fiscal. Durante seus oito anos de governo, o Produto Interno Bruto per capita caiu de US$ 4,85 mil para US$ 2,86 mil e a desigualdade de renda aumentou.

#### Privatizações

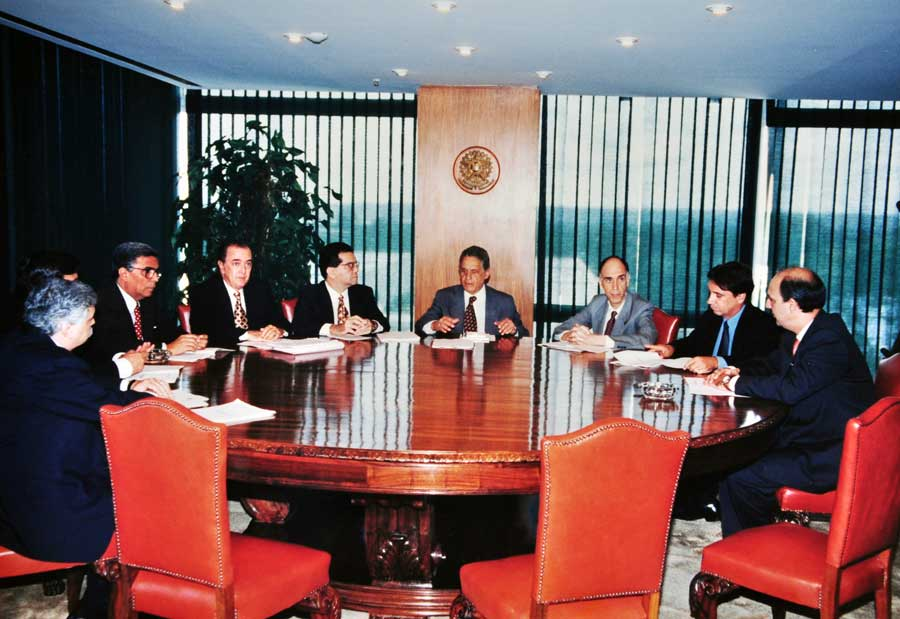
Reunião de ministros e da base governista com Fernando Henrique Cardoso

O governo Fernando Henrique realizou as maiores privatizações da história do Brasil. Foram privatizadas rodovias federais, bancos estaduais, empresas de telefonia e de energia. O processo de privatizações havia sido iniciado pelo presidente Fernando Collor no começo da década de 1990, atendendo as diretrizes estabelecidas pelo Consenso de Washington. Calcula-se que durante os dois mandatos de FHC as privatizações levaram aos cofres públicos cerca de US$ 78,6 bilhões. O programa de privatizações tinha como objetivo resolver o problema do crescente endividamento do Estado. Entretanto, a venda das empresas não conseguiu conter o crescimento da dívida pública, mas beneficiou a população com a universalização de serviços básicos como energia e telecomunicações.
O processo de privatizações teve oposição de partidos políticos e movimentos sociais, que apontavam irregularidades. As privatizações das empresas Vale do Rio Doce e Telebrás geraram muitas críticas e polêmicas, que denunciavam propinas durante os leilões, vícios no edital de venda, subvalorização e favorecimentos. Existem até os dias atuais diversos processos judiciais abertos questionando a validade destas privatizações.

### Política externa

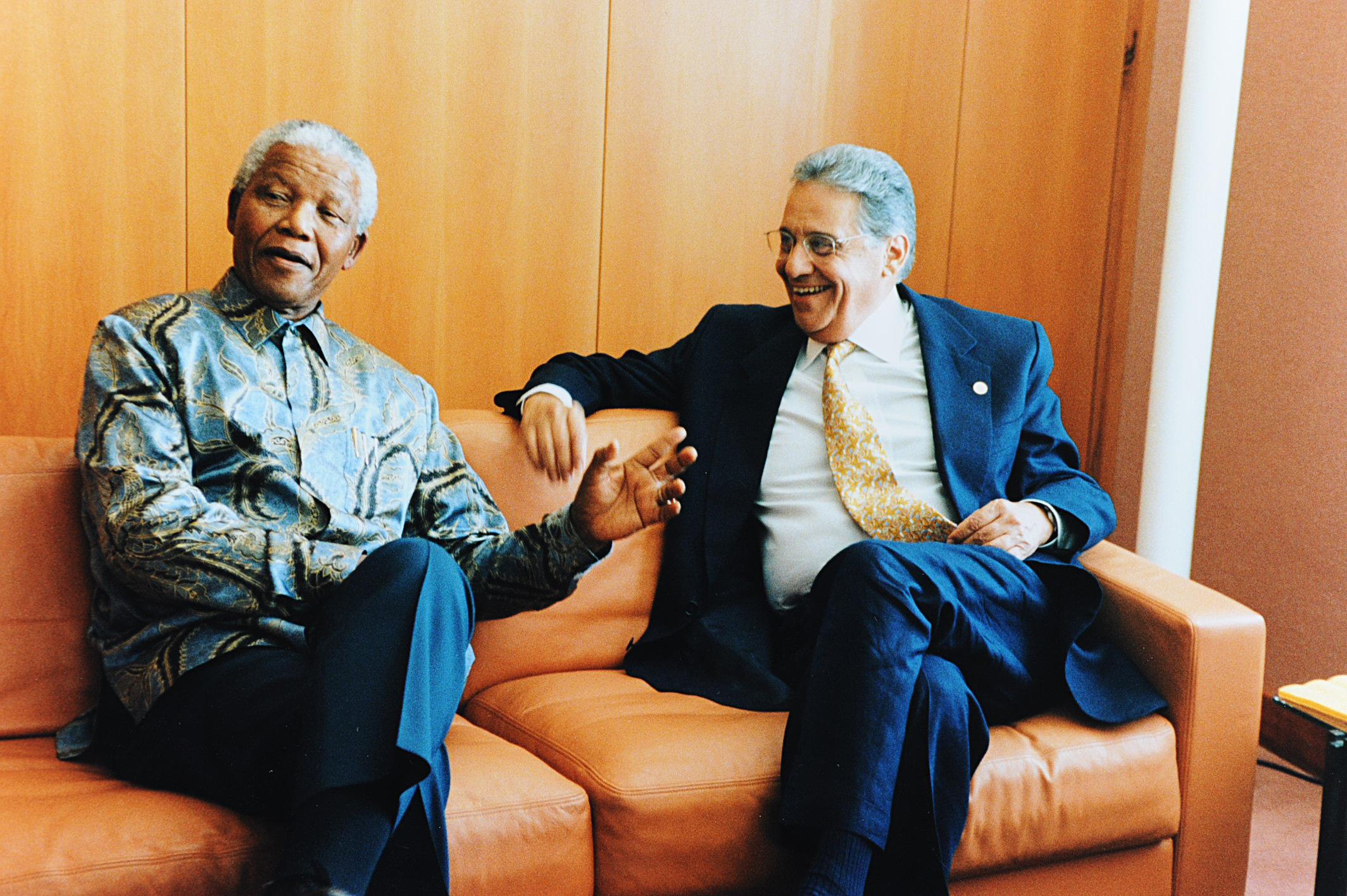
FHC e o presidente sul-africano Nelson Mandela durante a Conferência Ministerial de Geneva em maio de 1998.

Fernando Henrique assumiu pessoalmente a condução da política externa, fazendo com que o país tivesse uma participação mais ativa no cenário internacional. Algumas de suas prioridades foram a promoção de uma maior integração regional, especialmente através do Mercosul; o estímulo a estratégia de diversificação de parceiros nas relações bilaterais; o desenvolvimento de ações junto às organizações econômicas multilaterais como a OMC; e a elevação da posição de potência internacional do país. Sua agenda, que objetivava inserir o Brasil no cenário internacional do pós-Guerra Fria, teve como diretrizes o respeito ao direito internacional, o pacifismo e a defesa da não intervenção, a defesa dos princípios de autodeterminação e o pragmatismo como instrumento para a defesa dos interesses do país. Em um texto publicado pela Revista Brasileira de Política Internacional, o presidente declarou que sua política externa era orientada pela "democracia, estabilidade monetária e abertura de mercados".
Entre as ações da política externa, destaca-se: FHC foi o primeiro presidente da América Latina a discursar na Assembleia Nacional Francesa; defendeu a criação do Estado Palestino; condenou os ataques terroristas de 11 de setembro de 2001; fez campanha para a entrada do Brasil como membro permanente do Conselho de Segurança das Nações Unidas; promulgou o Tratado de Não Proliferação de Armas Nucleares (TNP); fez a primeira viagem oficial a Cuba; e inaugurou o Gasoduto Bolívia-Brasil.

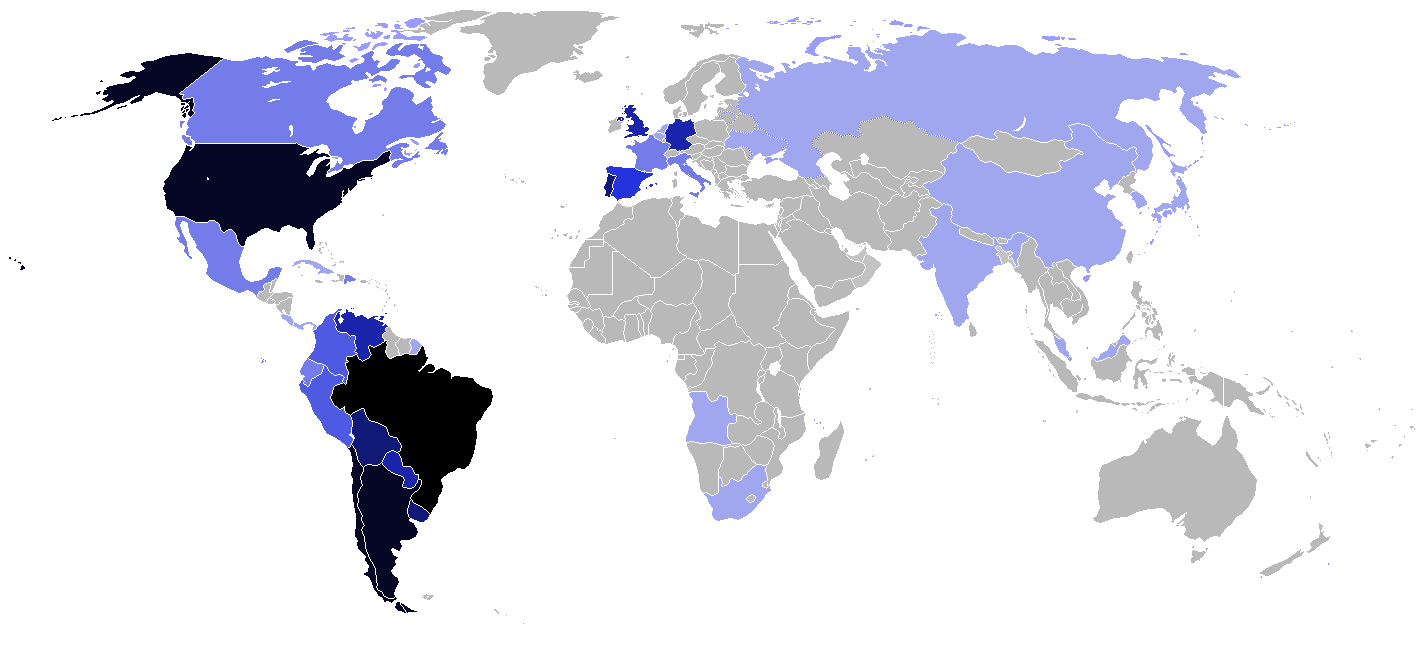
Países visitados pelo presidente Fernando Henrique durante seus dois mandatos

Seu governo encaminhou 157 acordos de cooperação internacional ao Congresso Nacional Brasileiro, sendo 38 acordos firmados com países desenvolvidos, 18 com emergentes e 101 com países em desenvolvimento. Outros 73 acordos de cooperação técnica foram encaminhados, priorizando os países da América do Sul e do Leste Europeu.
Durante seus oito anos de mandato, FHC fez 102 viagens em 407 dias no exterior. Suas viagens priorizaram os países da América do Sul, Europa e América do Norte. Em maio de 2002, bateu o recorde de viagens internacionais para um presidente brasileiro, que foi posteriormente superado por seu sucessor Luiz Inácio Lula da Silva. No último ano de mandato, a agência de notícias francesa AFP o classificou como "dirigente brasileiro que mais exerceu a chamada diplomacia presidencial" e "líder moral da América Latina". O número recorde de viagens internacionais foi criticado por políticos oposicionistas, como Lula, e parodiado pelo programa humorístico Casseta & Planeta, Urgente!, que o apelidou de "Viajando Henrique Cardoso".

### Política social
A política social foi baseada no documento "Uma estratégia de desenvolvimento social", lançado pela Presidência da República em 1996. O documento apresentou propostas de atuação para "garantir o direito social, promover a igualdade de oportunidades e proteger os grupos vulneráveis". O governo criou a Rede Social Brasileira de Proteção Social, formada por programas de transferência de renda, como a Bolsa-escola e o Auxílio-gás. Para coordenar e articular as ações do governo, foi criado o Programa Comunidade Solidária.
Em fevereiro de 1999, FHC sancionou a criação dos medicamentos genéricos. Em setembro de 2000, sancionou a Emenda Constitucional nº 29, que estabeleceu a destinação de patamares mínimos de recursos do governo federal, estados e municípios para a saúde pública. Na área educacional, sancionou a Lei de Diretrizes e Bases (LDB) e o Fundo de Manutenção e Desenvolvimento do Ensino Fundamental e de Valorização do Magistério (Fundef).
Em 1996, foi implementado o benefício de prestação continuada (BPC). Em novembro de 1999, Cardoso sancionou a lei 9.876, que mudou o cálculo das aposentadorias e instituiu o Fator Previdenciário, ajudando a diminuir os déficits do Instituto Nacional do Seguro Social (INSS) ao retardar aposentadorias precoces. Um ano antes, ao defender a reforma da Previdência, declarou: "pessoas que se aposentam com menos de 50 anos são vagabundos, que se locupletam de um país de pobres e miseráveis".
O gasto social comparado ao produto interno bruto cresceu 1,8%, com maior ampliação durante o primeiro mandato. Alguns índices sociais melhoraram, como o aumento de crianças nas escolas e a diminuição da pobreza. Porém, pesquisas realizadas no último ano do governo indicaram que as maiores taxas de reprovação ao desempenho do presidente estavam ligadas à questão social. Uma matéria da revista Veja, publicada em maio de 2002, concluiu: "a pobreza caiu, o consumo aumentou, mas a desigualdade manteve-se praticamente estável, com uma pequena diminuição que pouco alterou o quadro".

### Relações com o Congresso

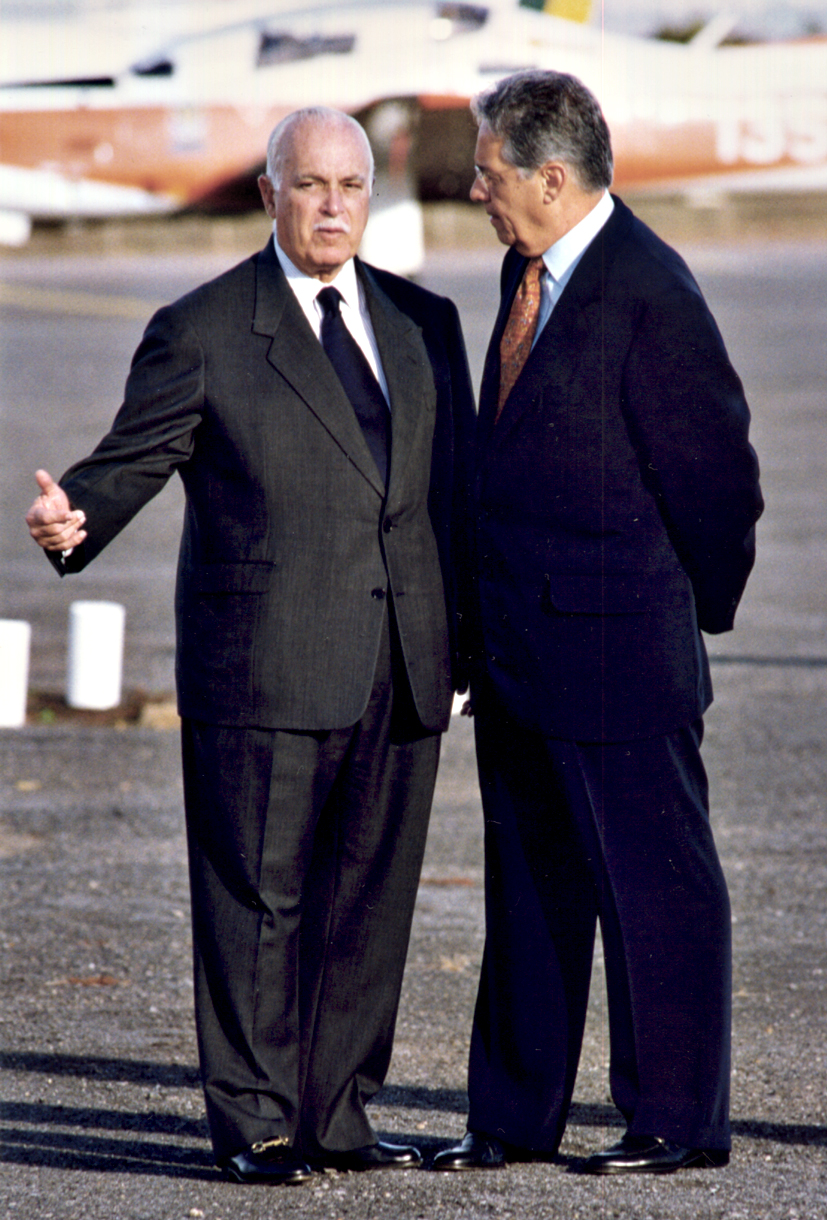
FHC e Antônio Carlos Magalhães, presidente do Senado, em maio de 1998.

No primeiro mandato, o governo foi apoiado por uma coalizão formada por seis partidos (PSDB, PMDB, PFL, PTB, PPB, PL), atingindo uma ampla maioria na Câmara dos Deputados e no Senado Federal. Durante uma sessão do plenário da câmara no primeiro ano de governo, parlamentares governistas chamaram a coalizão de "governo de colisão nacional", em referência ao que eles consideravam uma dificuldade em conseguir apoio para a aprovação das propostas do governo. Apesar disso, Fernando Henrique conseguiu aprovar com facilidade seus projetos, reformas constitucionais e conteve a oposição.
Após as eleições gerais de 1998, 400 dos 513 deputados federais e 70 dos 81 senadores eram filiados a partidos governistas. Durante o segundo mandato, teve maior dificuldade de governar devido à reorganização das oposições. No Congresso Nacional, o Partido dos Trabalhadores (PT) liderou a oposição, articulando os movimentos sociais e sindicais de esquerda e formando uma ampla frente de oposição parlamentar (PT, PCdoB, PSB, PDT, PCB e PPS). Entre as ações da oposição, destacou-se a Marcha dos 100 mil de Brasília em agosto de 1999, considerado o maior protesto contra seu governo. Apesar das críticas dos partidos de oposição às alianças políticas firmadas pelo governo, sua base parlamentar de apoio contribuiu para a estabilidade política, considerada um dos traços importantes de seu governo.

### Política energética
A política energética buscou privatizar a geração e a distribuição de eletricidade, mantendo a transmissão como propriedade estatal. Também procurou incrementar a geração termoelétrica (baseada em gás natural), quebrar o monopólio da Petrobrás na produção de petróleo, ocorrido com a sanção da Lei do Petróleo, e abrir novos campos petrolíferos pelo setor privado. A privatização da distribuição de energia elétrica ocorreu conforme programado pelo governo federal, mas contou com a resistência por parte de sindicatos e políticos nacionalistas. Mais de trinta empresas do setor foram privatizadas, sendo a Eletrobrás a maior empresa vendida. Na época, o governo argumentou que não havia recursos para expandir o setor e que a privatização tornava-se necessária.
Comparado com o aumento crescente da demanda de consumo ocorrido no país, os investimentos no setor elétrico foram limitados. Esta situação ajudou a provocar uma crise de abastecimento de energia elétrica a partir de maio de 2001, que ficou conhecida como a "Crise do apagão". Além da falta de investimentos em geração e distribuição de energia, a crise foi agravada pela falta de chuvas. Com a escassez de chuvas, o nível de água dos reservatórios das hidrelétricas baixou e os brasileiros foram obrigados a racionar energia. A crise acabou afetando a economia causando prejuízos bilionários, e consequentemente provocou uma queda na popularidade de Fernando Henrique.

### Política ambiental
A política agrária do governo implantou assentamentos rurais e fortaleceu a agricultura familiar. Neste sentido, foram criados o Programa de Fortalecimento da Agricultura Familiar (Pronaf), o Programa de Geração de Emprego e Renda Rural e a Previdência Rural. O governo acelerou o processo de assentamento de famílias de trabalhadores rurais sem-terra, assentando ao todo mais de um milhão de famílias. Durante seu mandato, foram criadas 145 terras indígenas e 81 unidades de conservação. Entre as iniciativas sancionadas, estão: a Lei da natureza, que estabeleceu sanções penais e administrativas para crimes ambientais; a lei 9.685, que institui o Sistema Nacional de Unidades de Conservação da Natureza (SNUC), responsável pela gestão das unidades de conservação; e o Protocolo de Kyoto.

### Opinião pública

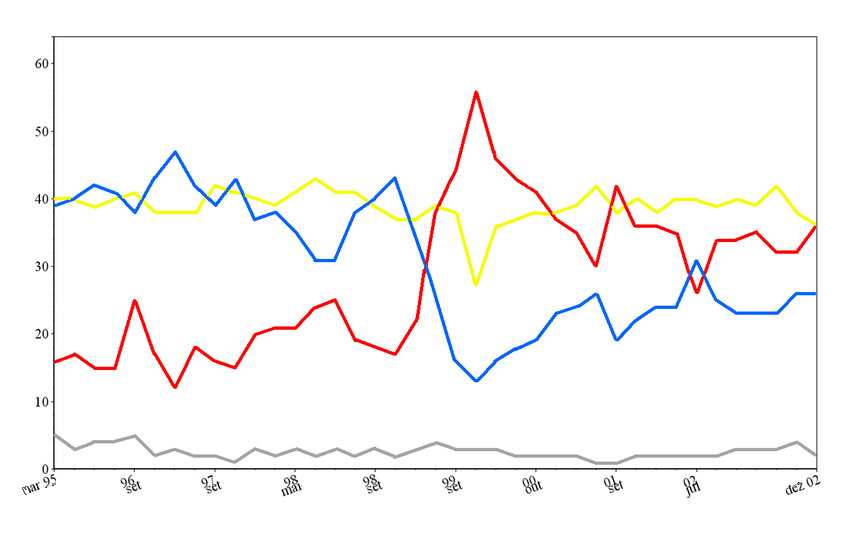
Pesquisas de opinião pública sobre a aprovação do governo Fernando Henrique divulgadas pelo Datafolha entre março de 1995 a dezembro de 2002.

A aprovação do governo durante o primeiro mandato manteve-se na casa dos 40%. A maior taxa foi de 47%, registrada em dezembro de 1996, e o pior momento foi em junho daquele ano, quando era aprovado por 30% e reprovado por 25%.
No segundo mandato, teve uma reprovação maior do que aprovação em quase todo o período, variando de forma consistente. Em setembro de 1999, a aprovação foi de 13% e a reprovação de 56%. Em julho de 2002, 31% aprovavam e 26% reprovavam. De acordo com uma pesquisa conduzida pelo Datafolha, terminou o mandato aprovado por 26% e reprovado por 36%, superando a aprovação de José Sarney e Fernando Collor de Mello, mas com popularidade menor do que Itamar Franco e do que a si próprio ao terminar o primeiro mandato.
Ao deixar a presidência, uma pesquisa revelou que 35% dos eleitores consideravam que o país estava melhor do que antes do início do governo, enquanto que para 34% estava pior. A pesquisa também indicou que as áreas mais aprovadas foram a saúde, educação, economia, controle da inflação e a área social. Segundo a mesma pesquisa, os mais prejudicados pelo governo foram os trabalhadores, os setores da agricultura, comércio e serviços, e a indústria.

### Eleição presidencial de 2002 e transição

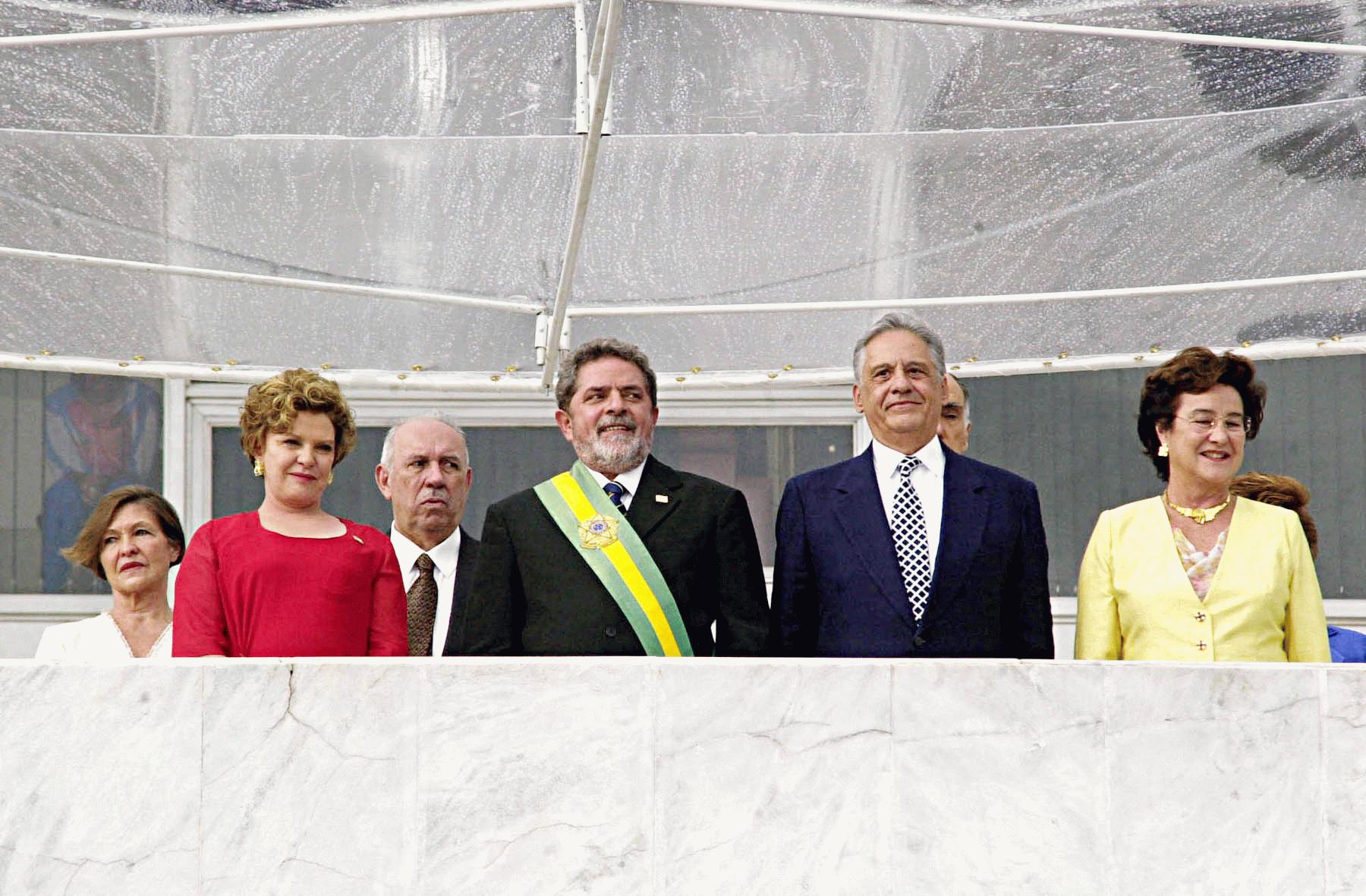
Posse de Luiz Inácio Lula da Silva, em 1º de janeiro de 2003.

Nas eleições de 2002, seu partido lança como candidato à presidência o senador por São Paulo José Serra, (que pode ter perdido votos devido a baixa popularidade de FHC em 20 de outubro, e a proposta de mudança do PT) um dos principais colaboradores do governo. Todavia, saiu como vencedor no segundo turno do pleito o ex-sindicalista Luiz Inácio Lula da Silva, do PT, adversário político e crítico da política econômica do governo. Para a transmissão do cargo, foi criado um chamado sistema de "governo de transição", estabelecido através da Medida Provisória de número 76 um modelo de partilhamento de pessoal e dados entre a antiga e a nova equipe que assumiria, contando inclusive com infraestrutura logística.
Fernando Henrique foi o primeiro civil eleito pelo voto direto que conseguiu terminar o mandato presidencial desde Juscelino Kubitschek e até aquele momento o segundo presidente brasileiro que governou por mais tempo, atrás apenas de Getúlio Vargas. Em 1º de janeiro de 2003, transmitiu a presidência para Luiz Inácio Lula da Silva, tornando-se o primeiro presidente democraticamente eleito a passar o cargo para outro igualmente eleito desde 1961.

## Carreira acadêmica

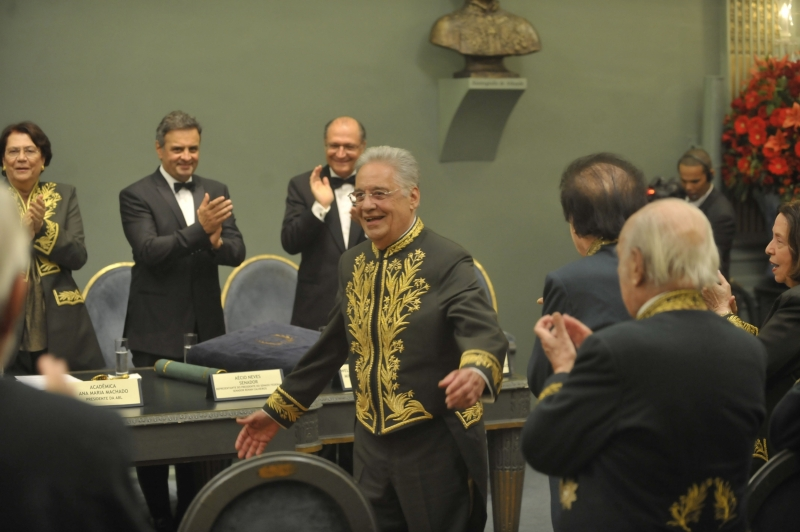
Posse de Fernando Henrique na Academia Brasileira de Letras, em setembro de 2013.

Como sociólogo, escreveu obras importantes para a teoria do desenvolvimento econômico e social e das relações internacionais. Participou dos grupos de estudos que resultaram na elaboração da Teoria da Dependência, diferenciando-se da vertente marxista por sugerir que os países subdesenvolvidos deveriam se associar entre si e por ser contrário à tese de que os países do terceiro mundo só se desenvolveriam se tivessem uma revolução socialista.
FHC é autor ou coautor de mais de vinte livros e de mais de cem artigos acadêmicos. Seus últimos trabalhos são voltados à análise de sua atuação como político e suas memórias, incluindo: A Arte da Política - a História que Vivi (2006); Cartas a um Jovem Político - para Construir um Brasil Melhor (2006); Carta aos Brasileiros (2006); A Soma e o Resto: um Olhar Sobre a Vida aos 80 Anos (2011); e O Improvável Presidente Do Brasil (2013).
Desde 1978, recebeu 29 títulos de doutor honoris causa de universidades brasileiras e estrangeiras. Entre 1982 a 1986, foi presidente da Associação Internacional de Sociologia (AIS). Também recebeu diversos outros prêmios e honrarias por sua carreira acadêmica, dos quais incluem: o prêmio John W. Kluge, concedido a intelectuais da área de Ciências Humanas pela Biblioteca do Congresso dos Estados Unidos. foi eleito em 2008 através de uma votação feita pela internet e organizada pela revista britânica Prospect um dos cem maiores intelectuais ainda vivos; e foi escolhido em 2009 o décimo primeiro "pensador global" na lista dos cem maiores pensadores da revista Foreign Policy.
Em 27 de junho de 2013, foi eleito para a Academia Brasileira de Letras (ABL) após ter concorrido com dez candidatos: Felisbelo da Silva, J.R. Guedes de Oliveira, Gildasio Santos Bezerra, Jeff Thomas, Carlos Magno de Melo, Eloi Ghio, Diego Mendes Sousa, Alvaro Corrêa de Oliveira, José William Vavruk e Arlindo Vicentine. O sociólogo recebeu 34 votos dos 39 possíveis e passou a ocupar a cadeira 36, que havia sido aberta com a morte do jornalista João de Scantimburgo. Fernando Henrique foi o terceiro ex-presidente brasileiro eleito para ABL, de onde também fizeram parte os ex-presidentes Getúlio Vargas e José Sarney.

## Vida pessoal

### Casamentos e filhos

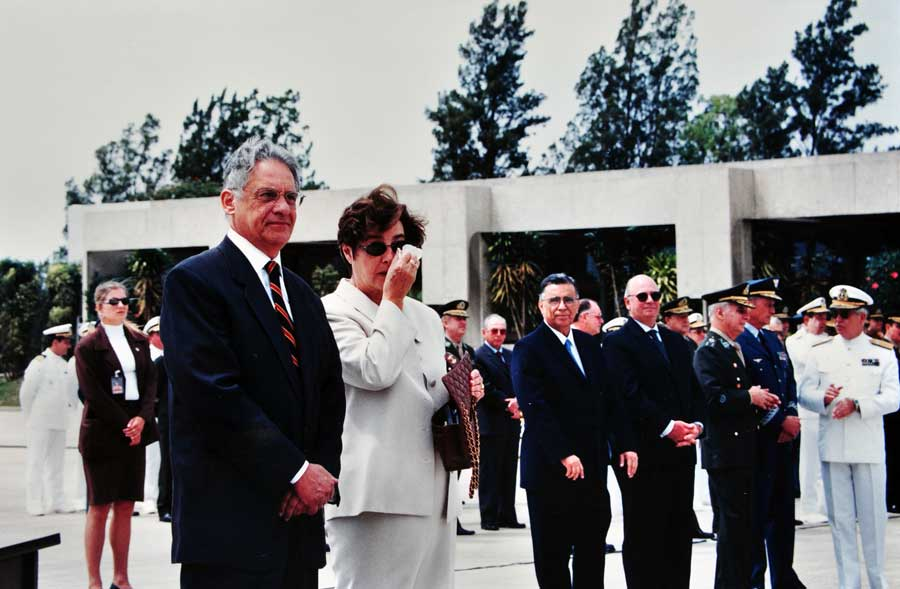
O presidente Fernando Henrique e a primeira-dama Ruth Cardoso durante evento do Ministério da Defesa.

Em 1951, enquanto estudava Ciências Sociais na USP, conheceu Ruth Corrêa Leite, que estudava filosofia. Casaram-se em 1953 e tiveram três filhos juntos: Paulo Henrique (1954), Luciana (1958) e Beatriz (1960). Ruth fez doutorado em antropologia pela Faculdade de Filosofia, Letras e Ciências Humanas da Universidade de São Paulo, e lecionou nas universidades do Chile, Berkeley e Columbia. Ela publicou livros e artigos no Brasil e no exterior sobre cultura e política.
Quando Fernando Henrique entrou para a política, Ruth discordou da decisão, um vez que temia pela falta de privacidade da família, mas sempre dedicou-se nas campanhas do marido. Durante a presidência, ela não gostava de ser chamada pelo tratamento primeira-dama por considerá-lo um "americanismo desnecessário". Ela manteve-se longe da mídia e continuou trabalhando. Neste período, comandou o Programa Comunidade Solidária, criado para articular os trabalhos sociais do governo.
Em abril de 2000, a revista Caros Amigos publicou uma reportagem em que questionava o silêncio da imprensa brasileira sobre a suposição da jornalista Miriam Dutra ter um filho com o então presidente. A reportagem identificou seu suposto filho como Tomás Dutra Schmidt, nascido em setembro de 1991. Quando Fernando Henrique concorreu à Presidência da República pela primeira vez, o caso extraconjugal passou a ser assediado pela imprensa. Mirian mudou-se para a Europa e se manteve em silêncio para não prejudicá-lo politicamente. Ele colaborou financeiramente com o sustento de Tomás e encontrava-se com o filho. Em 2009, Fernando Henrique reconheceu juridicamente Tomás como seu filho, embora já houvesse reconhecido a paternidade. Em 2011, foram realizados dois testes de DNA que revelaram que Tomás não era seu filho biológico. Entretanto, manteve o reconhecimento da paternidade.
Ruth Cardoso morreu em 24 de junho de 2008 vítima de arritmia cardíaca. Durante entrevista em dezembro de 2013, FHC declarou que ela ficou sabendo do caso extraconjugal com Mirian quando a história foi revelada. Também contou que não pensou em separação, declarando:
| “ | Posso afirmar igualmente que Ruth morreu numa ótima fase de nossa união. À semelhança de qualquer casal, atravessamos etapas de maior e menor cumplicidade. Até criar nossos filhos, nos conservamos bem próximos. Depois, houve certo distanciamento. E, nos últimos quinze anos, uma reaproximação intensa […]. | ” |

Em 2011, começou a namorar com Patrícia Kuntrád. Patrícia nasceu em 1978 e o conheceu na Fundação Fernando Henrique Cardoso, onde trabalhava como secretária-executiva. Em fevereiro de 2014, eles oficializaram a união através de um contrato de união estável com separação de bens.

### Religião
Fernando Henrique é agnóstico. Em uma entrevista ao Globo News, em janeiro de 2014, declarou:
| “ | [...] Eu não vou dizer que [Deus] existe ou não existe e eu respeito as religiões. Em certos momentos eu tenho até um sentimento que, digamos, transcendente. Eu sou uma pessoa que gosta de ritual, eu gosto das missas, mas não é só isso. Eu acho que em certos momentos você tem que ter algo que vá além do cotidiano. | ” |

No último debate para a eleição municipal de São Paulo em 1985, Boris Casoy perguntou a FHC sobre sua crença em Deus, tendo como resposta de Cardoso que ele (Boris) "disse que não me faria" tal questionamento. O episódio chegou a ser apontado como o responsável pela sua derrota para Jânio, o que em 1994, para a Folha de S.Paulo, Cardoso afirmou discordar ("Mas, sinceramente, não acredito que aquele episódio tenha pesado no resultado da eleição. A própria Tutu (Tutu Quadros, filha de Jânio), dizia que aquela eleição foi roubada"), explicando também que acreditava em Deus, já havendo dito isso em outras oportunidades, e que sua resposta foi no sentido de que aquele tema, por ser íntimo, não deveria entrar em pauta na ocasião. Em 2006, também para a Folha, afirmou ouvir missa pela TV, possuir um rosário na cabeceira e que "a religião está fazendo falta".

## Pós-presidência

Homenagem filatélica dos Correios para FHC.

Após deixar a presidência, Fernando Henrique começou a ministrar palestras para empresários e intelectuais. Em abril de 2004, as estimativas dos valores de suas palestras rondavam a casa dos 150 mil reais no Brasil e cinquenta mil dólares no exterior. Em fevereiro de 2013, a Folha de S.Paulo e o R7 fizeram a mesma estimativa.
Fernando Henrique é membro das diretorias do Clube de Madrid e do Inter-American Dialogue. Também é membro consultivo da Clinton Global Initiative, do Watson Institute for International Studies da Universidade de Brown, da United Nations Foundation, do Instituto de Estudos Avançados de Princeton, da Fundação Rockefeller e do Centro da Diplomacia Pública da Universidade do Sul da Califórnia. Foi presidente do conselho da Orquestra Sinfônica do Estado de São Paulo. Em 2007, tornou-se membro do The Elders, grupo idealizado naquele mesmo ano por Nelson Mandela que reúne líderes globais com o objetivo de promover a paz e a defesa dos direitos humanos.
É colunista dos jornais O Estado de S. Paulo, O Globo e Gazeta do Povo, nos quais escreve mensalmente textos sobre a conjuntura política, econômica e as questões sociais no Brasil e no mundo. Também preside a Fundação Fernando Henrique Cardoso (FFHC), uma instituição think tank sem fins lucrativos que busca reunir sua obra bem como promover discussões sobre o país e a América. Em 2010, ao escrever o prefácio da nova tradução de O Príncipe, acabou por revelar como se viu na presidência da República como um líder realista que conduziu o país para um novo estágio de desenvolvimento.
FHC é presidente de honra do Partido da Social Democracia Brasileira (PSDB) desde maio de 2001. Desde que deixou a presidência, descartou qualquer candidatura a cargo público eletivo. Apoiou todas as candidaturas de seus correligionários à presidência do país, discursando em favor de José Serra (2002), Geraldo Alckmin (2006), Serra (2010), Aécio Neves (2014) e Alckmin (2018). Até 2014, Aécio foi o único presidenciável tucano a defender explicitamente o governo FHC.
Na eleição presidencial de 2018, a primeira vez em que um candidato do PSDB não chegou ao segundo turno desde 1989, FHC não manifestou explicitamente apoio a Jair Bolsonaro nem a Fernando Haddad. No entanto, descartou qualquer aval à candidatura de Bolsonaro, afirmando que ele "representa tudo o que eu não gosto", bem como "comprometeu-se" com Haddad a defender a liberdade democrática. Em 2021, manifestou arrependimento por ter anulado seu voto no segundo turno de 2018 ao invés de optar por Haddad. No segundo turno da eleição de 2022, FHC apoiou Lula.

## Histórico eleitoral
| Ano  | Eleição                | Cargo      | Partido                                                | Partido | Coligação                                    | Vice               | Votos para FHC | Votos para FHC | Votos para FHC | Resultado  | Ref.   |
| Ano  | Eleição                | Cargo      | Partido                                                | Partido | Coligação                                    | Vice               | Total          | %              | P.             | Resultado  | Ref.   |
| ---- | ---------------------- | ---------- | ------------------------------------------------------ | ------- | -------------------------------------------- | ------------------ | -------------- | -------------- | -------------- | ---------- | ------ |
| 1978 | Estadual de São Paulo  | Senador    |                                                        | MDB     | Sem coligação                                | -                  | 1.272.416      | 18,14%         | 2º             | Suplente   | [ 46 ] |
| 1985 | Municipal de São Paulo | Prefeito   |                                                        | PMDB    | Sem coligação                                | Caio Pompeu (MDB)  | 1.431.175      | 35,80%         | 2º             | Não eleito | [ 46 ] |
| 1986 | Estadual de São Paulo  | Senador    | Sem coligação                                          | PMDB    | -                                            | 6.223.995          | 26,20%         | 2º             | Reeleito       | [ 46 ]     |        |
| 1994 | Presidencial do Brasil | Presidente |                                                        | PSDB    | União, Trabalho e Progresso (PSDB, PFL, PTB) | Marco Maciel (PFL) | 34.364.961     | 54,28%         | 1º             | Eleito     | [ 91 ] |
| 1998 | Presidencial do Brasil | Presidente | União, Trabalho e Progresso (PSDB, PFL, PPB, PTB, PSD) | PSDB    | 35.936.382                                   | Marco Maciel (PFL) | 53,06%         | 1º             | Reeleito       | [ 298 ]    |        |